# 游戏道具

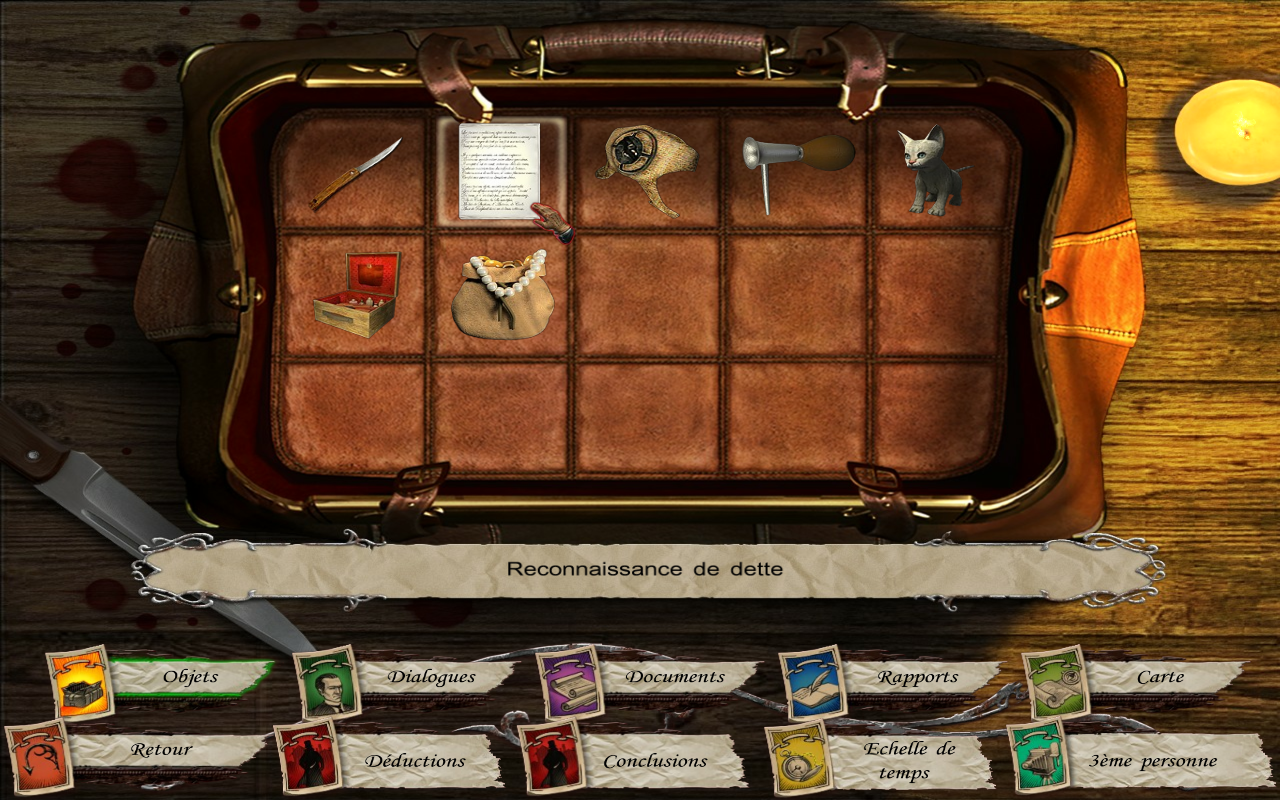
遊戲《福爾摩斯對決開膛手傑克》的道具欄位畫面。

在遊戲中，道具是一些可以被玩家獲取、蒐集的物品。這些物品有各式各樣的功能，有些對玩家有益，例如可以恢復角色生命的治療藥水；有些對玩家有害，例如被詛咒的盔甲；有些沒有特別的功能；有些則是與任務相關。
有些道具是唯一的，在整個遊戲的過程中僅在特定位置出現一次，或出現次數相較於其它道具少得多，這些道具比較稀有的，稀有的道具可能更具有價值。

## 道具庫存
在某些遊戲中，玩家可能會同時擁有多個道具，這些道具會被儲存在庫存中，以便玩家查看或使用。道具庫存通常以清單的方式顯示。
在角色扮演遊戲中，「背包」是一種常被用來做為道具庫存使用的概念。
有一部份的遊戲的道具庫存有數量上的限制。

## 遊戲道具的分類
道具（Items）：
遊戲內的武器、裝備、道具等，可以增加角色的能力或者提高遊戲體驗。 
資源（Resources）：
遊戲內的金幣、寶石、木材等資源，通常用於建造或升級建築、解鎖新內容等。
稀有物品（Rare Items）：
遊戲內的特殊物品或裝備，通常非常難以獲得，擁有它們可以顯示出玩家的實力和地位。
遊戲幣（In-Game Currency）：
遊戲內的虛擬貨幣，通常用於購買道具、資源和稀有物品等。
技能（Skills）：
遊戲內的技能和能力，可以提高角色的戰鬥力和遊戲體驗。 
建築（Buildings）：
遊戲內的建築物，可以用來生產資源、存儲物品、提供加成等。
寵物（Pets）：
遊戲內的寵物，可以提供附加能力，並增加遊戲體驗。
土地（Land）：
遊戲內的虛擬土地，可以用來建造建築物和生產資源等。

## 另見
- 虛擬商品